# 10949 Königstuhl
10949 Königstuhl è un asteroide della fascia principale. Scoperto nel 1960, presenta un'orbita caratterizzata da un semiasse maggiore pari a 2,7169821 UA e da un'eccentricità di 0,0329061, inclinata di 12,63056° rispetto all'eclittica.